# Olorus
Olorus is een geslacht van kevers uit de familie bladkevers (Chrysomelidae).
De wetenschappelijke naam van het geslacht werd in 1874 gepubliceerd door Félicien Chapuis.

## Soorten
- Olorus dentipes Tan, 1984